# Tasker (приложение)
Tasker — приложение для Android, первоначально разработанное разработчиком, известным как «Pent», и позже приобретенное Жоао Диасом. Оно позволяет выполнять определяемые пользователем действия на основе контекста (приложение, время, дата, местоположение, событие, жест) в определяемых пользователем профилях, активируемых с помощью виджетов на главном экране, основанных на нажатии или таймере. Его функциональность можно расширить с помощью плагинов от разработчика и сторонних разработчиков. Приложение доступно в Google Play ; 7-дневную бесплатную пробную версию, которая не позволяет восстанавливать резервные копии, можно загрузить в виде APK-файла на веб-сайте приложения.

## Управление
Tasker работает как вручную, так и автоматически. Он отслеживает телефон на наличие контекстов и выполняет задачи на их основе. Профиль представляет собой сочетание контекста и задачи.

## Действия(функция)
Действия — это базовые функции, которые изменяют настройки устройства или обрабатывают данные из источника, такого как файл на телефоне пользователя или HTTP-запрос. Каждая задача состоит из последовательных действий. Для некоторых действий может потребоваться root-доступ или ADB. Общие действия:
- Включите или выключите каждую настройку телефона (например, Wi-Fi, Bluetooth, автояркость и т. д.).
- Запустить или «убить» конкретное приложение
- Установите громкость звука на указанное значение
- Блокировка приложения с помощью PIN-кода
- Чтение, запись, копирование, перемещение и удаление файла на устройстве пользователя
- Основные инструменты редактирования изображений (такие как обрезка, фильтрация и поворот)
- Основные элементы управления мультимедиа
- Получить GPS -местоположение телефона
- Позвонить по указанному номеру
- Создание, чтение и изменение переменных Tasker
- Запустить код JavaScript
- Интеграция с Google Диском
- Текст в речь

Tasker также поддерживает сторонние действия из таких приложений, как SleepBot .

## Разработка
Tasker был вдохновлен Apt, макроприложением, разработанным GlassWave в 2007 году для устройств под управлением Palm OS . Tasker был впервые разработан в 2009 году для Android Developer Challenge 2, где приложение заняло 3-е место в категории «Производительность/Инструменты». Приложение было выпущено для всех пользователей в июне 2010 года.
В ноябре 2015 года Tasker был удален из магазина Google Play за нарушение Политики программы для разработчиков в отношении опасных продуктов для вмешательства в систему. Возникла проблема, связанная с функциями Doze и App Standby, которые предлагались вместо общего разрешения игнорировать оптимизацию батареи . Google позволяет приложениям для чата/голоса использовать разрешение в Android, чтобы игнорировать новую оптимизацию батареи, функции, представленные в режиме Doze Mode в Android 6.0 Marshmallow . Приложение вернулось в Google Play Store как «платное» в 2016 году.
В марте 2018 года Tasker был куплен Жоао Диашем.

## Фабрика приложений
Фабрика приложений Tasker позволяет экспортировать проекты Tasker как автономные приложения . Чтобы добавить пользовательский интерфейс, вы можете использовать действие «Показать сцену» в Tasker. Полученное приложение можно распространять и устанавливать на устройства, на которых не установлен Tasker. Однако все необходимые плагины должны быть установлены на целевом устройстве. Он не поддерживает файлы. App Factory предлагается без дополнительной оплаты в магазине. Кроме того, приложения, созданные App Factory, можно лицензировать в Play Store.